# Questa parte di mondo
Questa parte di mondo è il nono album di Paola Turci, uscito nell'autunno 2002 per l'etichetta discografica NUN e distribuito dalla Edel. Si tratta del primo e unico album della cantante pubblicato con questa etichetta.
Il disco è stato anticipato dal singolo Mani giunte, è il primo album scritto e musicato interamente dall'artista romana. Al contrario dei precedenti contiene esclusivamente brani inediti.
Si fanno notare Un bel sorriso in faccia, brano con sfumature politiche e L'arte della seduzione, con chiari riferimenti al sesso e non del tutto inedito, visto che la Turci l'aveva già presentata ai suoi fan molti mesi prima dell'uscita del disco durante le varie date dei concerti a supporto del disco precedente.
Tra i musicisti che accompagnano la Turci figurano il gruppo napoletano Solis String Quartet e Massimo Giuntini, ex Modena City Ramblers.
All'interno del libretto è rintracciabile un acrilico su tela, dipinto dalla cantante stessa.
Secondo singolo estratto dal disco è stato Questa parte di mondo, mentre Adoro i tramonti di questa stagione è stato scelto come singolo finale.

## Tracce
CD (NUN 0141762 (Edel) / EAN 4029758417621)
Testi e musiche di Paola Turci.
1. Mani giunte – 3:45
2. Qualcosa da fumare – 4:11
3. Adoro i tramonti di questa stagione – 4:21
4. Questa parte di mondo – 3:45
5. Meccanismi diabolici – 4:04
6. Armata fino ai denti – 4:32
7. Verso casa (6 luglio) – 4:06
8. Groviglio di regole – 3:38
9. Un bel sorriso in faccia – 3:40
10. L'arte della seduzione – 4:25
11. Via... dove – 3:26

Durata totale: 43:53

## Formazione
- Paola Turci - voce, chitarra acustica
- Fernando Pantini - chitarra elettrica
- Franco Cristaldi - basso, contrabbasso
- Cristiano Micalizzi - batteria, percussioni
- Mario Zannini Quirini - organo Hammond (2)
- Lorenzo Cappelli - tastiera (3) (9), pianoforte, Fender Rhodes (5) (10) (11)
- Massimo Giuntini - bouzouki (4), uilleann pipes (4)
- Angelo Pusceddu - percussioni (3)
- Solis String Quartet - archi (1) (3) (6) (7) (8) (11)
- Mike Appelbaum - tromba (3)

## Classifiche
| Paese  | Posizione massima |
| ------ | ----------------- |
| Italia | 21                |